# Герои (телесериал)
«Герои» (англ. Heroes) — американский супергеройский телесериал, созданный Тимом Крингом, премьера которого состоялась на канале NBC 25 сентября 2006 года. В сериале рассказывается история людей, которые ничем не выделялись среди остальных, пока в них не пробудились невероятные способности: телепатия, умение летать, способность путешествовать во времени и пространстве, копировать способности других, излучать радиацию и многие другие. Вскоре эти люди понимают, что им уготована решающая роль в предотвращении катастрофы, которая может унести жизни многих миллионов людей и навсегда изменить мир.
Пилотная серия «Героев» стала самой популярной вечерней программой среди аудитории от 18 до 49 лет — её посмотрело 14,3 миллиона зрителей, и она получила самый высокий рейтинг для премьерной драмы на NBC за последние 5 лет. В 2010 году, прежде чем начались запланированные съёмки пятого сезона, сериал был закрыт из-за низких рейтингов четвёртого сезона. Сериал был удостоен ряда наград и номинаций, в том числе премии «Эмми», «Золотой Глобус», «Выбор народа», «BAFTA».
В феврале 2014 года NBC заказал мини-сериал «Герои: Возрождение» из 13 серий, продолжающий сюжет «Героев» с новыми персонажами. Его премьера состоялась 24 сентября 2015 года. Из героев оригинальной франшизы в продолжении появились Ной Беннет (Джек Коулман), Хиро Накамура (Маси Ока), Мэтт Паркман (Грег Гранберг), Мохиндер Суреш (Сендхил Рамамурти), Анджела Петрелли (Кристин Роуз), Гаитянин Рене (Джимми Жан-Луи) и Майка Сандерс (Ноа Грэй-Кэйби).
В апреле 2024 года Тим Кринг заявил, что готовит перезапуск сериала под названием «Герои: Затмение» (англ. Heroes: Eclipsed). Сюжет будет разворачиваться спустя годы после окончания событий оригинального сериала и напоминает предыдущий перезапуск «Герои: Возрождение». Однако, будет ли новый перезапуск продолжением предыдущего или альтернативным развитием истории на данный момент информации нет.

## Сезоны

### Сезон 1
Первый сезон включает в себя 23 серии, объединённые в том «Происхождение» (англ. Genesis). Премьера состоялась 26 сентября 2006 года. Показ сериала дважды прерывался: с 4 декабря 2006 года по 22 января 2007 года и c 5 марта по 23 апреля 2007 года, в результате чего финал сезона вышел в эфир только 21 мая 2007 года.
Том «Происхождение» рассказывает о необычных людях, обладающих  способностями. Нам показана их реакция на проявление способностей и насколько сильно они влияют на личную жизнь каждого. В это же время, обычные люди изучают происхождение и способности сверхлюдей. Мохиндер Суреш, генетик, продолжает исследования своего покойного отца в области источника, приведших к появлению необычных способностей у некоторой группы людей. Ной Беннет работает на тайную организацию, известную как «Primatech Paper», которая пытается взять под контроль способности сверхлюдей, чтобы предотвратить разрушение Нью-Йорка.

### Сезон 2
Второй сезон стартовал 24 сентября 2007 года. История второго тома «Поколения» (англ. Generations) начинается спустя 4 месяца после событий на Кирби Плаза. Сюжет закручен вокруг «Primatech Paper» и её исследований «вируса Шанти». Эти исследования проводят отцы-основатели «Primatech Paper», так как благодаря штамму № 138 вируса можно подавлять способности сверхлюдей. «Герои» объединяют свои усилия, чтобы остановить Адама Монро, замыслившего устроить пандемию вируса.
Из-за забастовки сценаристов были сняты 11 из 24 запланированных эпизодов. Это заставило продюсеров пересмотреть концепцию сезона, что охватило не только второй том, но и третий из запланированных. По первоначальной задумке третий том «Исход» (англ. Exodus) отражал последствия выпуска смертоносного штамма вируса Шанти. Вследствие забастовки, продюсеры шоу отказались от съемок «Исхода». Четвёртый том «Злодеи» (англ. Villains) занял место третьего и был показан в третьем сезоне. Сцены финального эпизода второго тома «Бессилие» (англ. Powerless) были пересняты с учётом отмены тома «Исход» и стали связующим звеном между вторым и третьим сезоном.

### Сезон 3
Третий сезон, премьера которого состоялась 22 сентября 2008 года, состоит из 25 серий. Сезон включает в себя третий и четвёртый тома, названный «Злодеи» и «Беглецы», соответственно. На протяжении третьего тома мы наблюдаем, как Сайлар обретает новые способности вместо утраченных ранее. Сюжет «Злодеев» начинается с покушения на Нейтана Петрелли, и его последствий в будущем. Помимо этого, несколько заключенных сбежали с 5 уровня и «Primatech Paper» делает все возможное, чтобы вернуть их обратно. Благодаря способности Адама Монро исцеляется Артур Петрелли. Он начинает собирать вокруг себя злодеев (Флинт Гордон мл., Нокс, Дафна Милбрук), которые заманивают в его сети Мохиндера Суреша, Нейтана Петрелли, Трейси Штраусс, Элль Бишоп и Сайлара. Они разрабатывают формулу, которая позволит каждому человеку на Земле обладать сверхспособностями. Но вскоре выясняется, что без «катализатора», находящегося в теле одного человека, все это не работает.
«Беглецы» начинаются с того, что Нейтан Петрелли сообщает президенту о существовании людей, обладающих невероятными способностями. Президент дает добро на поимку сверхлюдей. Большинство захвачено, но Сайлар, занятый поисками своего биологического отца, не позволяет агентам Нейтана схватить его. «Героям» помогает некто Бунтарь (англ. Rebel), как выясняется позже это Майк Сандерс.

### Сезон 4
Четвёртый сезон, включающий том «Искупление» (англ. Redemption), стартовал 21 сентября 2009 года и содержит в себе 19 серий. В нём появляется группа артистов бродячего цирка, возглавляемая Сэмюэлем Салливаном. Каждый член группы (называющей себя семьёй) обладает особыми способностями, Сэмюэль же одержим идеей расширить семью, тем самым увеличивая мощь собственной способности. Обманом, шантажом и множеством других приемов он вовлекает в семью все новых членов, в числе которых оказываются Хиро Накамура, Клэр Беннет и Сайлар (впоследствии они по разным причинам выходят из семьи).
Сэмюэль хочет построить новый мир для своей семьи, мир, в котором люди со способностями смогут жить, не таясь от всех прочих людей. Он зовет туда свою старую подругу, но получив отказ, загорается идеей отмщения. Он хочет устроить в центре Нью-Йорка грандиозное шоу, а затем уничтожить весь город, чтобы «заставить воспринимать себя серьёзно».
После того как Сайлар убил Нэйтана, Мэтт Паркмен «перезагрузил» его память, внедрив в его голову сознание Нейтана. В голове убийцы начинается противостояние двух личностей — Сайлара и Нейтана, — один из них хочет убить всю семью Петрелли, другой же хочет их спасти. Страдая «раздвоением личности», Сайлар-Нейтан постепенно сходит с ума. Наконец, сознание Сайлара берет верх, но он уже не тот, что был раньше: он хочет стать хорошим человеком, сожалеет о своих поступках. Он обращается за помощью к Паркмену, но тот ловит его в западню: погружает в летаргический сон, запирая внутри сознания. Позже туда попадает и Питер Петрелли, где они с Сайларом заключают перемирие и вырываются из «ловушки ума» Паркмена.
Хиро узнает, что у него опухоль мозга и начинает путешествовать во времени, чтобы исправить ошибки своей жизни прежде, чем умрет. Но каждый его шаг, каждое изменение прошлого приводит к новым проблемам в будущем. В конце концов из-за слишком частых скачков в пространстве и времени он впадает в кому и видит сон: он находится в суде, где обсуждается его жизнь. Его старые враги — обвинители, друзья защищают его, а его отец — судья. Они приходят к выводу, что Хиро был слишком самовлюбленным и эгоистичным и за это заслуживает смерти. В последний момент, когда он уже идет по дороге света, он встречает свою мать, которая говорит ему, что он хороший человек и исцеляет его. Хиро выходит из комы и вскоре выздоравливает.
Питер и Сайлар, Клэр и Ной Беннеты, Хиро и Андо — все они объединяются для противостояния Сэмюэлю, они хотят помешать ему уничтожить Нью-Йорк. Они рассказывают семье Сэмюэля всю правду о нём — как он убил своего брата, чтобы стать главным, как он предает и шантажирует всех лишь для обретения все большей власти. В конце концов, семья покидает Сэмюэля; он ослаблен и повержен.
Сезон заканчивается тем, что Клэр Беннет на глазах десятков видеокамер журналистов прыгает с высоты, ломает кости и регенерирует: ей надоело постоянно прятаться, она хочет, чтобы мир узнал о таких, как она.

### Веб-эпизоды
14 июля 2008 года, в перерыве между выходом 2 и 3 сезона, был выпущен первый веб-эпизод Героев. Над онлайн-эпизодами трудилась та же команда сценаристов и режиссёров, что и над основным сериалом.
| Дата релиза     | Название эпизода                        | Описание |
| --------------- | --------------------------------------- | --- |
| 14 июля 2008    | Почтальон (англ. Going Postal)          | Главный герой — Эко ДеМиль, почтальон, обнаруживающий у себя необычную способность |
| 10 ноября 2008  | Судьба героев (англ. Heroes Destiny)    | Сантьяго окружен фанатами. Он может творить чудеса, чем и занимается на улицах Лимы, Перу. |
| 15 декабря 2008 | Рекрут (англ. The Recruit)              | Рейчел Миллс выживает при взрыве здания компании Пайнхёрст (англ. Pinehearst) |
| 22 декабря 2008 | Испытание Нокса (англ. Hard Knox)       | 18 месяцами ранее, Мэтт Паркман знал злодея по имени Нокс, у которого стали проявляться сверхспособности. Первоначально, история Нокса должна была быть рассказана в третьем томе, но ввиду сокращения времени, он был вырезан. |
| 20 апреля 2009  | Человек из ниоткуда (англ. Nowhere Man) | Повествует о жизни Эрика Дойла |

## Награды
- 10 декабря 2006 года Американский институт киноискусства назвал сериал «Герои» одной из десяти «лучших телевизионных программ года»[6].
- 13 декабря 2006 года Американская Гильдия сценаристов номинировала телешоу на звание «лучшего нового сериала» 2007 года[7].
- 14 декабря 2006 года Hollywood Foreign Press Association номинировала телешоу на премию Золотой Глобус как «лучшую телевизионную программу года», а актёра Маси Ока на звание лучшего актёра второго плана в телесериале[8].
- 2010 год — «Гильдия киноактёров» вручила премию за лучший каскадёрский ансамбль в телесериалах.

## Международная трансляция
«Герои» транслировались следующими телекомпаниями:
| Страна                                                                              | Телекомпания                   | Премьера                            |
| ----------------------------------------------------------------------------------- | ------------------------------ | ----------------------------------- |
| США                                                                                 | NBC                            | 25 сентября 2006                    |
| Канада                                                                              | Global Television Network      | 25 сентября 2006                    |
| Малайзия · Индия · Пакистан · Шри-Ланка · Гонконг · Мальдивы · Китайская Республика | Star World                     | 31 января 2007                      |
| Швеция                                                                              | Canal+, TV4                    | 7 февраля 2007 (Canal+), 2007 (TV4) |
| Австралия                                                                           | Channel Seven                  | Февраль 2007                        |
| Испания                                                                             | Sci Fi                         | Февраль 2007                        |
| Чили                                                                                | Universal Channel              | Март 2007                           |
| Бразилия                                                                            | Rede Record, Universal Channel | Март 2007                           |
| Франция                                                                             | TF1                            | Лето 2007                           |
| Германия                                                                            | RTL Television                 | 2007                                |
| Новая Зеландия                                                                      | TV3                            | 2007                                |
| Италия                                                                              | Mediaset                       | 2007                                |
| Латвия                                                                              | TV3                            | 12 сентября 2007                    |
| Украина                                                                             | ICTV                           | 5 ноября 2007                       |
| Армения                                                                             | Armenia TV                     | 28 декабря 2007                     |
| Россия                                                                              | СТС                            | 19 января 2008                      |
| Россия                                                                              | AXN Sci-Fi                     | 19 января 2008                      |
| Россия                                                                              | РЕН ТВ                         | 1 июня 2013                         |
| Россия                                                                              | Пятница!                       | 19 февраля 2014                     |
| Болгария                                                                            | Nova Television                | 27 февраля 2008                     |
| Казахстан                                                                           | КТК                            | 11 сентября 2008                    |
| Беларусь                                                                            | БТ                             | 31 октября 2008                     |
| Узбекистан                                                                          | НТТ                            | 2010                                |